# Hẻm

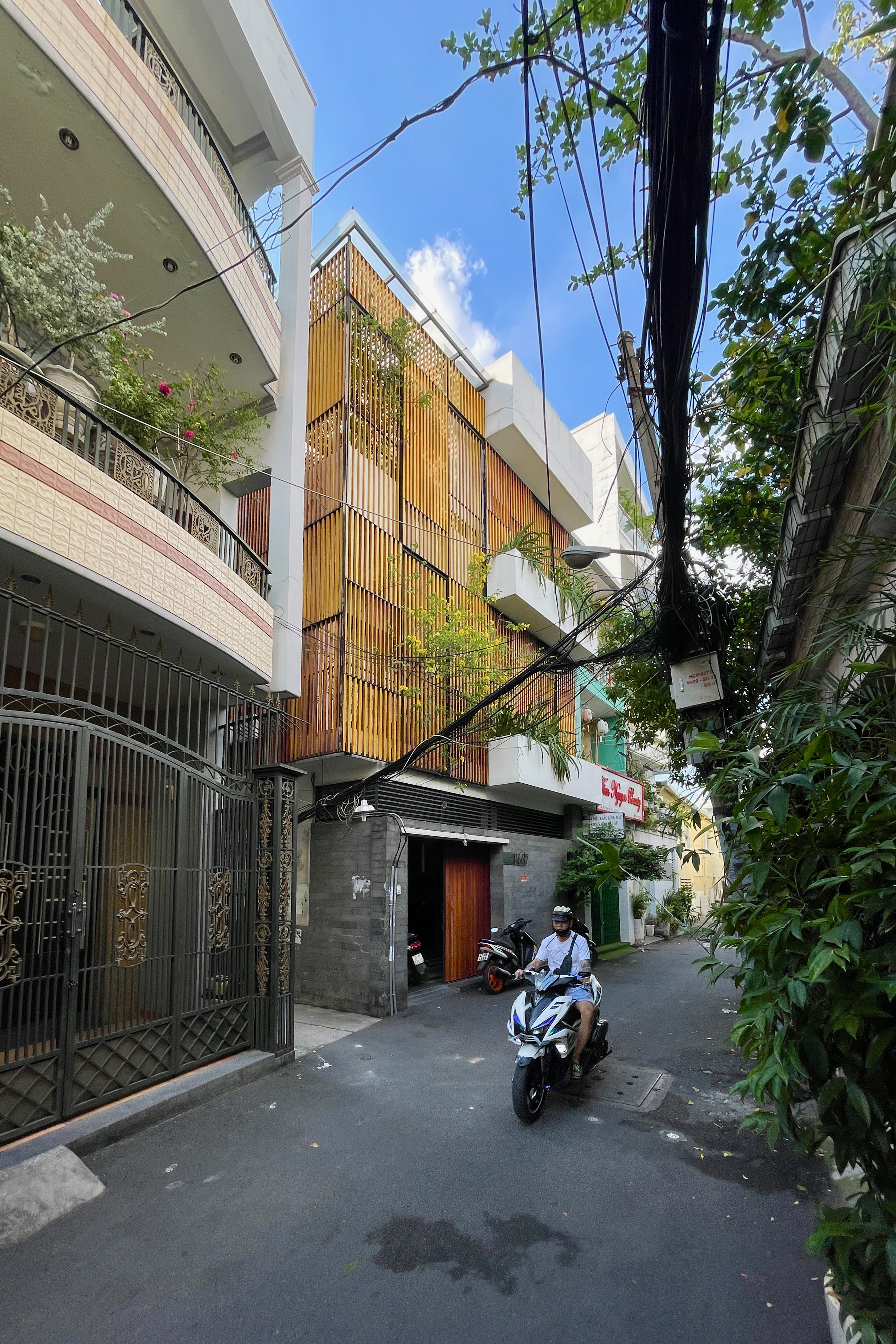
Uma hẻm no Distrito 3, Cidade de Ho Chi Minh

Hẻm (ou Ngõ no norte do Vietname) são os termos usados para descrever ruas estreitas que se ramificam das estradas principais. As Hẻm são caracterizadas pela sua largura estreita e são revestidas por edifícios estreitos e de vários andares, conhecidos como casas tubulares, criando uma forma urbana densa e vertical. Na Cidade de Ho Chi Minh, aproximadamente 65% dos residentes vivem em hẻm. As hẻm são numeradas e denominadas pelo nome da rua principal da qual se ramificam, da mesma forma que as Sois na Tailândia. São usadas barras para indicar um endereço numa hẻm, então a morada "36/23 Hẻm Lê Thị Riêng" indica que a casa é o número 36 na 23ª Hẻm da rua Lê Thị Riêng.